# Dark Matter Particle Explorer
DAMPE (acronyme de DArk Matter Particle Explorer c'est-à-dire explorateur de particules de matière noire) est un observatoire spatial chinois qui doit étudier les rayons gamma à haute énergie ainsi que les rayons cosmiques. Le satellite qui a été mis en orbite le 17 décembre 2015 a pour objectif principal la détection d'éventuelles signatures de la matière noire. Ses instruments lui permettent de couvrir un spectre très étendu dans le domaine des très hautes énergies. Sa résolution spectrale et angulaire est meilleure que celle de Fermi/GLAST qui constitue la référence dans le domaine de l'observation spatiale des rayons gamma. 

## Contexte
En 2011 dans le cadre de son 12e plan quinquennal la Chine met en place le programme prioritaire stratégique des sciences spatiales (SPP) et confie  au Centre national des sciences spatiales (NSSC), centre de recherche rattaché à l'Académie chinoise des sciences,  la gestion et le développement de cinq missions scientifiques ambitieuses : les satellites DAMPE et HXMT dans  le domaine de l'astrophysique, QUESS pour les télécommunications quantiques, ShiJian-10 qui embarque des expériences de biologie spatiale  et KuaFu qui doit étudier l'influence du Soleil sur l'atmosphère terrestre.
Le projet DAMPE est développé par un consortium comprenant cinq instituts de recherche chinois et trois organismes d'autres pays :
- Observatoire de la Montagne Pourpre de Nankin
- Institut de physique des hautes énergies de Pékin
- Centre national des sciences spatiales de Pékin
- Université de science et de technologie de Chine à Hefei
- Institut de physique moderne de Lanzhou
- Université de Genève en Suisse
- INFN de Pérouse en Italie
- INFN de Bari en Italie.

## Objectifs scientifiques
Les objectifs scientifiques de la mission DAMPE sont : 
- La recherche de la signature de la matière noire à travers l'analyse du rayonnement gamma et des rayons cosmiques
- L'étude du spectre des rayons cosmiques et leur composition
- L'astronomie dans le domaine du rayonnement gamma haute énergie.

## Caractéristiques techniques
Le satellite DAMPE a une masse de 1 900 kg dont 1 300 kg pour la charge utile. Il est stabilisé 3 axes et comporte deux ensembles de panneaux solaires déployés en orbite et orientables fournissant 850 watts. 

### Caractéristiques de l'instrument
L'instrument DAMPE  est constitué de quatre sous-ensembles superposés :
- Le  système d'anticoïncidences  PSD ( plastic scintillator detector) qui détecte les photons ainsi que la charge des rayons cosmiques à l'aide de scintillateurs plastiques couvrant une surface de 82 x 82 cm.
- Le trajectographe STK (silicon tungsten tracker ) est constitué de bandes de couches silicium alternées avec des couches de tungstène. Cette partie de l'instrument détermine l'angle d'arrivée des particules. La précision attendue est de 0,2° à 10 GeV[4].
- Le  calorimètre  BGO  (Bismuth Germanium Oxide)  qui mesure l'énergie des rayons gamma et des rayons cosmiques avec une grande précision. Il est constitué de 14 couches de cristaux d'oxyde de bismuth et de germanium.
- Le détecteur de neutrons NUD (neutron detector) est constitué de scintillateurs plastiques dopés au bore dont l'objectif est d'améliorer la dissociation entre proton et électron.

DAMPE a des performances proches et parfois supérieures  à celles de Fermi/GLAST le dernier observatoire spatial gamma placé en orbite. Il dispose de capacités uniques dans le domaine des rayons gamma à très haute énergie qui lui permettent de mesurer les rayons gamma ayant une énergie allant jusqu'à 10 000 GeV.
| Caractéristique                | DAMPE             | Fermi : LAT    | AMS-02            |
| ------------------------------ | ----------------- | -------------- | ----------------- |
| Spectre énergétique observé    | 5 à 104 GeV       | 0,02 à 300 GeV | 0,1 à 103 GeV     |
| Résolution spectrale           | 1,5 % à 100 GeV   | 10 % à 100 GeV | 3 % à 100 GeV     |
| Résolution angulaire           | 0,1° à 100 GeV    | 0,1° à 100 GeV | 0,3° à 100 GeV    |
| Discrimination électron/proton | 105               | 103            | 105 à 106         |
| Epaisseur du calorimètre (X0)  | 31                | 8,6            | 31                |
| Taille du champ observé        | 0,28 m².stéradian | 1 m².stéradian | 0,09 m².stéradian |

### Déroulement de la mission
DAMPE est lancé le 17 décembre 2015  par une fusée Longue Marche 2D depuis la base de lancement de Jiuquan et placé sur une orbite héliosynchrone à 500 km d'altitude. La durée de la mission est d'au moins 3 ans. Après une période de 3 mois consacrée aux tests et à l'étalonnage des instruments, DAMPE est déclaré opérationnel le 18 mars 2016. À cette date, depuis la première réception des données le 20 décembre 2015, le satellite a transmis au sol 2,4 terra-bits de données brutes. Plus de 460 millions de particules à haute énergie ont été détectées en 92 jours de vol. Les scientifiques chinois disent avoir obtenu des éléments encourageants, et certains résultats seront rendus public d'ici fin 2016.

## Nom
En chinois, le satellite est nommé 暗物质粒子探测卫星 (Ànwùzhí lìzǐ tàncè wèixīng), ce qui signifie littéralement « Satellite d'exploration des particules de matière noire ». Le nom en anglais, Dark Matter Particle Explorer (en abrégé DAMPE), signifie littéralement « Explorateur des particules de matière noire ». Le satellite est surnommé Wukong (en chinois 悟空, Wùkōng), d'après le Roi des Singes, le héros du roman chinois La Pérégrination vers l'Ouest. Littéralement, wu (悟) signifie « compréhension » et kong（空）« vide », donc ce nom peut se traduction par « compréhension du vide », ce qui fait le lien avec la matière noire recherchée.